# The Unexpected Guest
Ne doit pas être confondu avec la pièce de théatre homonyme d'Agatha Christie
Albums de Demon
Night of the Demon
(1981) The Plague
(1983)
Singles
1. Have We Been Here Before?
Sortie : juillet 1982

The Unexpected Guest est le deuxième album studio du groupe de hard rock anglais Demon. Il est sorti en juillet 1982 sous le label Carrère et a été produit par Pete Hinton.

## Historique
Cet album fut enregistré aux Bray Studios à Windsor en Angleterre. Le bassiste Chris Ellis a rejoint le groupe. Les titres sont comme sur l'album précédent signés par le guitariste rythmique Mal Spooner et le chanteur Dave Hill. On remarque l'ajout d'un clavier sur presque tous les titres de l'album.
Il se classa à la 47e place des charts britanniques et à la 36e place des charts suédois.
Sa réédition en 2012 verra l'ajout de quatre titres bonus.

## Liste des titres
- Tous les titres sont signés par Dave Hill & Mal Spooner

Face 1
| No | Titre                                          | Durée |
| -- | ---------------------------------------------- | ----- |
| 1. | Intro: an observation / Don't Break the Circle | 6:09  |
| 2. | The Spell                                      | 3:38  |
| 3. | Total Possession                               | 3:51  |
| 4. | Sign of a Madman                               | 4:29  |
| 5. | Victim of Fortune                              | 4:35  |

Face 2
| No  | Titre                     | Durée |
| --- | ------------------------- | ----- |
| 6.  | Have We Been Here Before? | 4:39  |
| 7.  | Strange Institution       | 4:53  |
| 8.  | The Grand Illusion        | 3:40  |
| 9.  | Beyond the Gates          | 4:15  |
| 10. | Deliver Us from Evil      | 4:34  |

Titres Bonus réedition 2012
| No  | Titre                                | Durée |
| --- | ------------------------------------ | ----- |
| 11. | Don't Break the Circle (remix 1988)  | 4:53  |
| 12. | Have We Been Here Before? (out-take) | 4:48  |
| 13. | Victim of Fortune (out-take)         | 4:42  |
| 14. | Strange Institution (out-take mix)   | 5:37  |

## Musiciens
Demon
- Dave Hill : chant
- Mal Spooner : guitare rythmique
- Les Hunt : lead guitare
- Chris Ellis : basse
- John Wright : batterie, percussion

Musicien additionnel
- Andy Richards : claviers

## Charts
| Pays        | Durée du classement | Meilleur classement |
| ----------- | ------------------- | ------------------- |
| Royaume-Uni | 3 semaines          | 47e                 |
| Suède       | 2 semaines          | 36e                 |